# BR-267

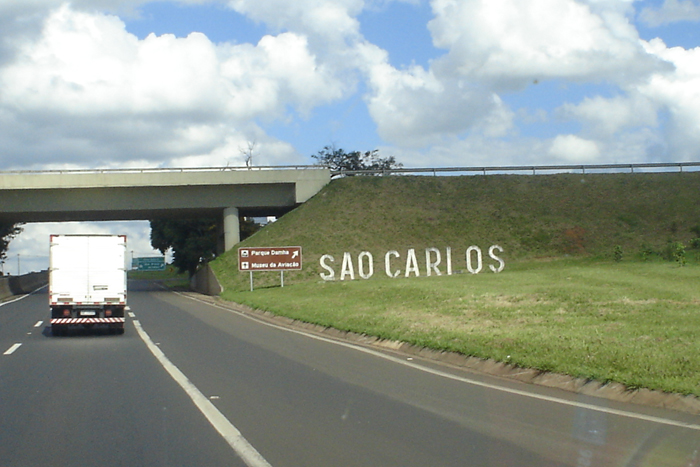
Rodovia Washington Luís (trecho da BR-267) na entrada da cidade de São Carlos, km 236 sentido sul.

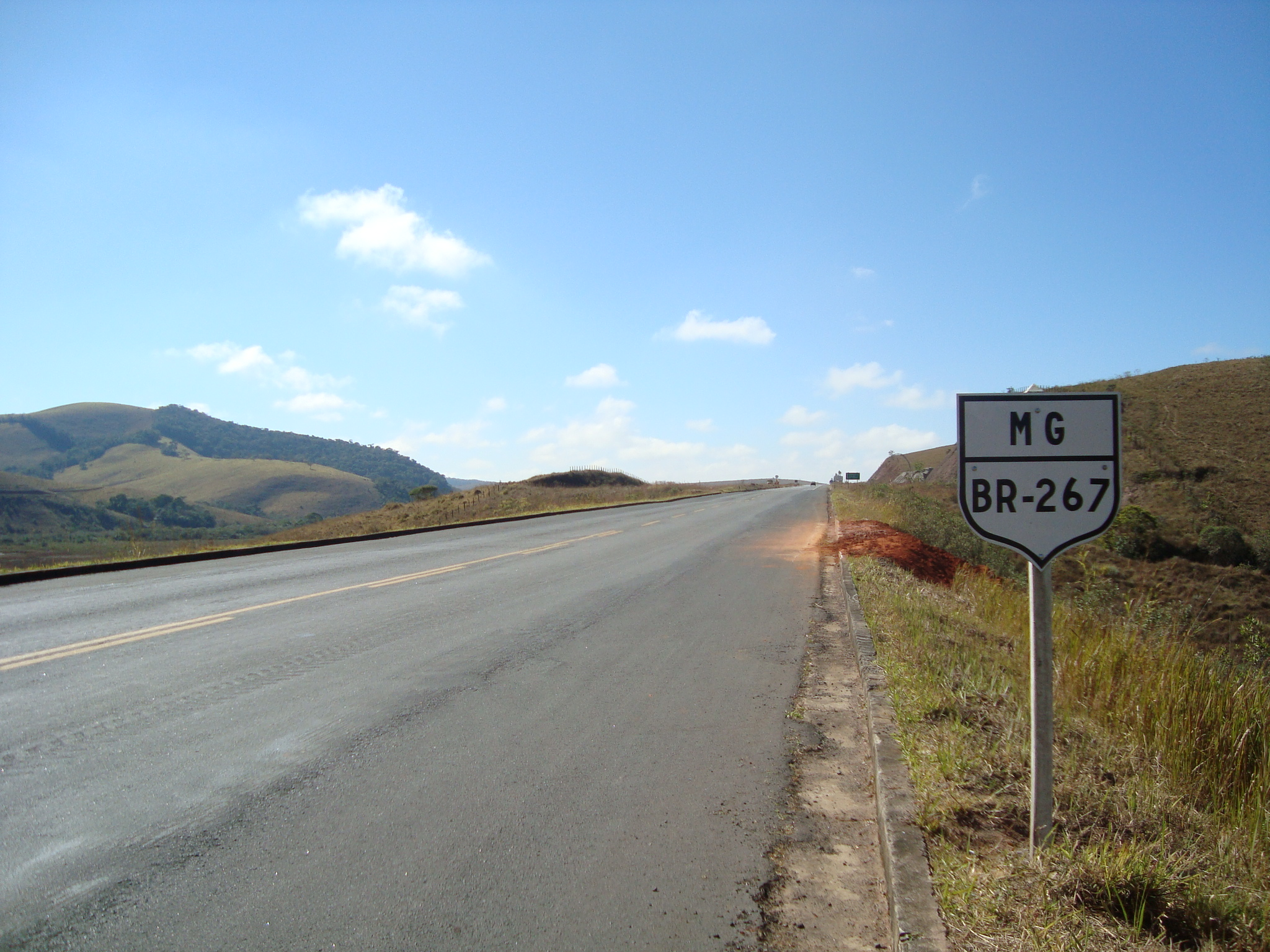
Trecho da rodovia BR-267 no município de Aiuruoca, em Minas Gerais.

A BR-267 é uma rodovia transversal que corta os estados brasileiros de Minas Gerais, São Paulo e Mato Grosso do Sul.
Começa no município de Leopoldina, Minas Gerais, no entroncamento com a Rodovia BR-116 e prossegue até a fronteira do Brasil com o Paraguai em Porto Murtinho, Mato Grosso do Sul.
A BR-267 possui extensão total de 1922 quilômetros, sendo 533 em Minas Gerais, 706 em São Paulo e 683 em Mato Grosso do Sul. Em Minas Gerais, no trecho entre Juiz de Fora e Poços de Caldas, é denominada Rodovia Vital Brazil, com projeto de mudança para Rodovia Presidente Itamar Franco.

## Descrição de trecho
A BR-267 atravessa importantes municípios como Juiz de Fora, Caxambu e Poços de Caldas em Minas Gerais, e entra na SP-215 na divisa com MG pouco antes de São Roque da Fartura, Vargem Grande do Sul, Casa Branca, Santa Cruz das Palmeiras, Porto Ferreira, Descalvado, São Carlos (até aqui na SP-215 e entra na SP-310) em São Carlos, Ibaté, Araraquara (até aqui na SP-310 e entra na SP-331), Ibitinga, Iacanga, Pirajuí (até aqui na SP-331 e entra na SP-300), Pirajuí, Lins, Penápolis (até aqui na SP-300 e entra na SP-425), Santópolis do Aguapeí, Osvaldo Cruz, Presidente Prudente (até aqui na SP-425 e entra na SP-270), Presidente Venceslau, Presidente Epitácio (divisa com Bataguassu-MS) em São Paulo.
Em Guia Lopes da Laguna que dá acesso à região turística de Bonito, em Mato Grosso do Sul.
Na divisa dos estados de São Paulo e Mato Grosso do Sul, a BR-267 cruza o Rio Paraná com a ponte Hélio Serejo.
Desde 23 de junho de 2017, o trecho entre Caxambu e Conceição do Rio Verde, passa a ser de responsabilidade da Polícia Militar Rodoviária de Minas Gerais em substituição à Polícia Rodoviária Federal.

## Traçado da Rodovia
- Nomes: BR-267 - Minas Gerais
- Saídas:
  - km 1 - BR-116 (Leopoldina), BR-120
  - km 7 - BR-116, MG-126 (Bicas)
  - km 61 - MG-126 (Bicas), Antiga Estrada União e Indústria
  - km 93 - Antiga Estrada União e Indústria, MG-353
  - km 102 - MG-353, Antiga Estrada União e Indústria
  - km 111 - Antiga Estrada União e Indústria, BR-040
  - km 115 - BR-040
  - km 118 - BR-040, MG-135
  - km 138 - MG-135 Acesso Lima Duarte
  - km 213 - MG-457 (Bom Jardim de Minas), BR-494 (Arantina)

## Trechos delegados
Dois segmentos da BR-267 foram delegados ao Departamento de Estradas de Rodagem do Estado de Minas Gerais: o trecho compreendido entre a BR-381, no município de Campanha, e a rodovia MG-179, em Machado, e o trecho que vai da BR-146, em Poços de Caldas, até a divisa com o estado de São Paulo.